# Cantonul Ambérieu-en-Bugey
Cantonul Ambérieu-en-Bugey este un canton din arondismentul Belley, departamentul Ain, regiunea Rhône-Alpes, Franța.

## Comune
| Comune                  | Populație (1999) | Cod poștal | Cod INSEE |
| ----------------------- | ---------------- | ---------- | --------- |
| L'Abergement-de-Varey   | 221              | 01640      | 01002     |
| Ambérieu-en-Bugey       | 13 835           | 01500      | 01004     |
| Ambronay                | 2 362            | 01500      | 01007     |
| Bettant                 | 724              | 01500      | 01041     |
| Château-Gaillard        | 1 818            | 01500      | 01089     |
| Douvres                 | 962              | 01500      | 01149     |
| Saint-Denis-en-Bugey    | 2 178            | 01500      | 01345     |
| Saint-Maurice-de-Rémens | 709              | 01500      | 01379     |